# Смрт и сахрана Јосипа Броза Тита
Смрт Јосипа Броза Тита (1892—1980), доживотног председника СФР Југославије и Савеза комуниста Југославије, наступила је 4. маја 1980. у Љубљани, након 122 дана дуге борбе са болешћу, изазване зачепљењем крвних артерија у левој нози. Први проблеми у циркулацији леве ноге јавили су се крајем децембра 1979, а након његовог одбијања хируршке интервенције, лекарски конзилијум је покушао да лековима успостави нормалну циркулацију. Како примењена терапија није дала резултат, он је 12. јануара 1980. подвргнут хируршкој интервенцији, којом му је извршен артеријски бајпас. Ова операција је каснила, услед његовог одбијања, као и примене терапије лековима, па је стога била неуспешна. Како се Титово стање након операције погоршало, 21. јануара је извршена ампутација леве ноге.
Након ампутације, дошло је до привременог побољшања здравственог стања, али је оно нагло почело да слаби, јер је оболела нога пре ампутације знатно ослабила отпорност организма. Најпре су се јавили проблеми са бубрезима, а потом и упала плућа, због чега се Тито од 26. фебруара налазио у вештачкој коми прикључен на апарате за дисање. У веома тешком стању, отказивали су његови витални органи, па је на крају услед кардиоциркулаторне нестабилности дошло до отказивања рада срца услед чега је 4. маја 1980. у 15.05 часова Јосип Броз Тито преминуо у својој 88 години. Његова смрт представљала је важан друштвено-политички моменат у историји Социјалистичке Федеративне Републике Југославије јер је тада дошло до смене власти са једног човека на колективно руководство – Председништво СФРЈ, а многи историчари су овај догађај означили као почетак распада Југославије.
Сахрана Јосипа Броза Тита одржана је 8. маја 1980. у Београду, где је по сопственој жељи сахрањен у зимској башти своје резиденције на Дедињу, која је након тога названа „Кућа цвећа“. Поред великог броја грађана Југославије, сахрани је присуствовало 209 делегација из 128 земаља света, због чега је званично проглашена за најпосећенију сахрану неког државника у историји. Сахрани је претходио пренос његових посмртних остатака Плавим возом из Љубљане, преко Загреба у Београд, где су три наредна дана били изложен у централној сали зграде Скупштине СФРЈ. Овде су му грађани, домаће и стране делегације, у мимоходу одавале последњу почаст. Титова сахрана је директно преношена преко телевизије у Југославији и још 16 земаља света, а у неколико земаља је накнадно емитован цео снимак или важнији делови сахране. Титов гроб се налази у саставу Музеја Југославије и од сахране до данас га је посетило преко 18 милиона људи.

## Последњи дани: децембар 1979.
Дан након прославе Дана републике, 30. новембра 1979, Јосип Броз Тито је напустио Београд и отпутовао у војну установу Карађорђево, код Бачке Паланке, где се у оквиру ловно-шумарског пољопривредног добра налазила његова резиденција за одмор. После Бриона, ово је била његова омиљена резиденција, где се одмарао и рекреирао у нади да ће тако ублажити реуматске тегобе. По доласку у Карађорђево, најпре се сусрео са покрајинским руководством САП Војводине, а потом је у наредним данима имао сусрете са – директором Института за савремену историју Пером Дамјановићем, председавајућим Председништва ЦК СКЈ Стеваном Дороњским, савезним секретаром за народну одбрану генералом армије Николом Љубичићем, савезним секретаром за иностране послове Јосипом Врховцем и председником Већа Савеза синдиката Југославије Миком Шпиљком. У суботу 8. децембра у Карађорђеву је организован дипломатски лов за амбасадора Панаме Виргила Хамита, коме су присуствовали чланови највишег државног и партијског врха СФРЈ. У данима након лова Тито се сусрео са унуком Златицом Броз и савезним секретаром за унутрашње послове Фрањом Херљевићем. У уторак 18. децембра у Карађорђеву је одржана седница Савета за народну одбрану, а наредног дана Тито се сусрео са потпредседником Председништва СФРЈ Лазаром Колишевским и председником Савезног извршног већа Веселином Ђурановићем.
Поводом Дана армије, у Карађорђеву је 21. децембра 1979. одржан пријем и свечани ручак за делегацију Југословенске народне армије, коју су предводили савезни секретар за народну одбрану генерал армије Никола Љубичић и начелник Генералштаба адмирал Бранко Мамула, у пратњи 19 генерала и адмирала. Истог дана увече, одржана је свечана вечера са културно-уметничким програмом, а сутрадан на Дан армије Тито је примио делегацију Гарде и Морнарице. Наредних дана, сусрео се са председником Савезног одбора СУБНОР-а Југославије Костом Нађем и председником Савезног одбора Удружења резервних војних старешина Богданом Пецотићем, као и са делегацијом Социјалистичке Републике Словеније, коју је примио у друштву Стевана Дороњског, председавајућег Председништва СКЈ. Дана 25. децембра примио је Родољуба Чолаковића председника Редакционог одбора за издавање дела Маркса и Енгелса, а сутрадан је са екипом Телевизије Сарајево снимио новогодишњу поруку за Нову 1980. године.
Дочек Нове године организован је према Титовој жељи у Карађорђеву у ужем кругу, а поред чланова породице – синова Жарка и Мише Броза и унуке Златице, присуствовали су му и највиши руководиоци СФР Југославије и САП Војводине – Владимир Бакарић, Стеван Дороњски, Радован Влајковић, Душан Алимпић, Никола Љубичић, Јосип Врховец, Вилмош Молнар, Душан Поповић, Берислав Бадурина, Тихомир Виловић и др. Сутрадан 1. јануара 1980. приређен је ручак за чланове породице и сараднике, који су остали у Карађорђеву након дочека Нове године. На овом ручку Тито је присутнима упутио новогодишњу здравицу:
| „ | Веома се радујем када могу овако да проведем извјесно вријеме у друштву својих сарадника, својих другова и чланова своје породице. Породица се сваке године повећава, што ме веома радује. Надам се да ћемо и следећу Нову годину дочекати заједно и да ће нас тада вријеме боље послужити. Али морамо добро запети да бисмо остварили оно што желимо, оно што смо предвидјели за ову и наредне године. Ова година ће за нас бити тешка. Да бисмо савладали тешкоће с којима се суочавамо, морамо ангажовати све физичке и умне снаге наших људи. Ми смо мала земља, али земља која није сиромашна. Југославија је богата, потенцијално врло богата. Само, потребно је више рада, више дисциплине, више штедње. Јер, код нас има расипања. Увјерен сам да сте са мном сагласни ако кажем да у 1980. годину улазимо јединствени, као што смо били у рату и у посљератним периодима. Захваљујући том јединству, ми се ничега не бојимо. Дижем ову чашу за срећу и просперитет наше земље, за ваше здравље, другарице и другови. Живјели! | ” |

## Почетак болести и лечење
Од половине 1970-их о здрављу Јосипа Броза Тита, који се тада налазио у деветој деценији живота, бринуло је шесторо личних лекара, који су у две екипе са по три лекара (кардиолог, ендокринолог и анестезиолог) непрекидно дежурали у његовом окружењу. Тито је дуги низ година имао проблема са дијабетесом и свакодневно је примао инсулин. Такође, имао је срчане тегобе и проблеме са реуматизмом. Током боравка у Карађорђеву, са њим је дежурао доктор Миломир Станковић, који је 25. децембра 1979. приликом прегледа запазио да је стопало његове леве ноге бледо, хладно и да се на њему налази модрица. Станковић је одмах утврдио да се ради о оклузивној ангиопатији, односно да је запушен велики крвни суд на бутној артерији који му храни ногу. Пошто није могао ништа да предузме без састанка лекарског конзилијума, предложио је Титу да организује преглед лекарског конзилијума како би се благовремено реаговало, с обзиром да је био дугогодишњи дијабетичар и да је на обе потколенице већ имао дијабетичну ангиопатију. Иако је испрва одбијао преглед конзилијума, након јаког бола у нози, који је наступио већ сутрадан, Тито је пристао да се састане лекарски конзилијум. У четвртак 27. децембра одржан је у Карађорђеву састанак лекарског конзилијума који га је прегледао и утврдио да је запушена велика бутна артерија на левој нози. Након састанка конзилијума, професор Богдан Брецељ га је упознао са здравственим стањем и предложио му лечење. Схватајући озбиљност ситуације, Тито је рекао да прихвата лечење и упозорио да неће пристати на било какво резање ноге. Генерал-мајор проф. др Миољуб Кичић, желећи да удовољи Титу да се лечи лековима, предложио је терапију Бергмановим раствором у интравенској инфузију, пошто је он на овај начин лечио дијабетичаре са оштећеном циркулацијом. Овај предлог је прихваћен с обзиром да пацијент још није имао болове у нози током мировања нити ранице на стопалу.

Лекарски конзилијум, који је бринуо о Титовом здрављу, чинило је седам еминентних југословенских лекара — проф. др Богдан Брецељ, проф. др Миољуб Кичић, проф. др Миро Кошак, проф. др Предраг Лалевић, проф. др Станислав Махкота, проф. др Ђорђе Поповић и проф. др Јован Ристић. У лечењу су све време учествовала и шесторица Титових личних лекара — прим. др Звонимир Дитрих, др Радослав Драгојевић, др Дамир Храниловић, др Младен Радмиловић, др Миломир Станковић и прим. др Светислав Челикић. Такође, током лечења је ангажован и повремено консултован већи број стручњака разних специјалности, међу којима су били — проф. др Иво Обрез, проф. др Лудвик Равник, проф. др Саша Лузар, проф. др Јанез Фетих, проф. др Винко Камбич, доц. др Јоже Дриновец, др Чедомир Крстић, проф. др Јоже Виндешек и др Радо Кведер.

Примена предложене терапије отпочела је сутрадан 28. децембра 1979. у присуству чланова конзилијума Миољуба Кичића и Мире Кошака, као и личних лекара Дамира Храниловића и Миломира Станковића. Почетак терапије дао је Титу одређени оптимизам иако су болови били све чешћи што га је чинило нервозним током дана, а ноћу га је мучила несаница. У оваквом стању је дочекао Нову годину, а за време дочека је све време седео у фотељи, где је седећи примао новогодишње честитке. Његово стање потиснуло је радост и весеље, као и новогодишњу атмосферу на дочеку. Нова терапија није давала никакав резултат, јер у питању није било само оштећење циркулације, које је Тито годинама уназад имао на обе потколенице, а посебно у потколеници леве ноге, већ се радило о запушењу бутне артерије, високо изнад ранијих подношљивих оштећења циркулације, што је захтевало брзу хируршку интервенцију.
Шест дана након примене нове терапије, Тито је све чешће осећао болове у нози, док је нога непрекидно била бледа, хладна и без пулса, па је 2. јануара 1980. у Карађорђеву сазван нови састанак лекарског конзилијума на коме је др Миро Кошак изнео предлог хируршке интервенције, с тим да пре ње треба извршити хитну артериографију, односно снимање артерија ноге. Др Миољуб Кичић је предлагао да се и даље настави са досадашњом терапијом, па је лекарски конзилијум одлучио да се на основу налаза артериографије донесе одлука о даљој терапији. Тито се сложио са прегледом, али је и даље одбијао хируршку интервенцију или ампутацију ноге. У четвртак 3. јануара 1980. напустио је Карађорђево и са војног аеродрома у Батајници је пребачен у Љубљану, где је примљен у Клинички центар. Истог дана извршено је испитивање крвних судова ногу и утврђено место на коме је запушена бутна артерија, али и место где је запушена потколена артерија леве ноге, што је значило да је циркулација ноге била запушена на два места.
Извршени прегледи показали су да је нога угрожена, јер након прекида циркулације крвоток брзо пропада и мора да се хитно успостави. Предлагана хируршка васкуларна интервенција, којом би бајпасом поново била успостављена циркулација, била је ризична јер је током ње бајпас могао да се запуши, након чега би нога обавезно морала да се ампутира. Пошто је Тито био упоран у одбијању хируршке интервенције, лекарски конзилијум је прихватио предлог др Кичића да се настави са дотадашњом, али појачаном терапијом, а у лекарски тим је укључен др Чедомир Крстић, хематолог са Војномедицинске академије. Након одлуке конзилијума, Тито је 5. јануара отпуштен из болнице, након чега је отишао у резиденцију на Брду код Крања, где га је дочекала група државних и партијских функционера — Сергеј Крајгер, Душан Драгосавац, Стане Доланц, Виктор Абвељ и Иван Мачек.
Проф. др Кошак није одустао од хируршке интервенције, па је успео да убеди Тита да лекарски конзилијум на консултације позове светске стручњаке за васкуларну хирургију – проф. др Мајкла Дебејкија из Хјустона (САД) и проф. др Марата Књазева из Москве (СССР). Они су заједно са члановима лекарског конзилијума, 6. јануара на Брду код Крања посетили и прегледали Тита. Доктор Књазев је након прегледа изнео став да је терапија коју је Тито примао добра и да је треба наставити, с тим да се нога чешће контролише. Дебејки није изнео примедбе на терапију, с обзиром да Тито није желео хируршки захтев, а проф. др Кошаку је оставио пластичну дакронску цевчицу (бајпас) да са њом покуша интервенцију премошћења циркулације ноге, као једино решење, уколико пацијент пристане на интервенцију. Након прегледа Тито је лекаре, у присуству секретара Председништва ЦК СКЈ Душана Драгосавца, задржао на ручку. Током боравка у резиденцији на Брду код Крања, примио је 11. јануара потпредседника Председништва СФРЈ Лазара Колишевског и председавајућег Председништва ЦК СКЈ Стевана Дороњског, као и савезног секретара за иностране послове Јосипа Врховца.

## Одлазак у болницу и операције
Наредних дана након консултације доктора Дебејкија и Књазева, настављено је са применом појачане терапије, али резултата није било. Болови су били све чешћи, нога хладна, а кожа смежурана и тамна. Лични лекари, који су свакодневно бринули о Титу, због тога су 10. јануара позвали чланове лекарског конзилијума из Љубљане, а лекари из Београда су стигли сутрадан. На састанку лекарског конзилијума 12. јануара 1980. констатовано је да терапија, коју је примао 16 дана, није дала никакав ефекат и да се болест погоршала, због чега се најхитније мора извршити хируршки захват, односно уградња артеријског бајпаса који би наставио циркулацију у нози. Проф. др Богдан Брецељ је Титу саопштио одлуку лекарског конзилијума и он се са њом сагласио, али је поново напоменуо да на ампутацију ноге не пристаје. Увече истог дана пребачен је на Клинику за кардиоваскуларну хирургију Клиничког центра у Љубљани, где су га дочекали председник ЦК СК Словеније Франце Попит и председник РК ССРН Словеније Митја Рибичич. Одмах по пријему у болницу био је оперисан. Хируршки захват извршио је проф. др Миро Кошак са својим асистентима, анестезију је радио проф. др Предраг Лалевић уз асистенцију два анестезиолога, који су били Титови лични лекари – др Дамир Храниловић и др Звонимир Дитрих, док је др Миломир Станковић на монитору пратио срчани ритам (ЕКГ). Током високо ризичне операције, која је почела у 22.30 и трајала четири и по сата, професор Кошак успео је да пластичном цевчицом споји здраве делове Титове циркулације. Крв из бајпаса је најпре у млазу потекла у потколену артерију, али се убрзо запушила. Због тешког оштећења артерија и зачепљења уграђеног бајпаса, дошло је до потпуног прекида циркулације крви, што је у наредним данима довело до убрзане девитализације (гангрене) ткива леве ноге. Према мишљењу др Станковића до овога је дошло јер се услед прекида циркулације у нози, која је трајала више од 17 дана, крв коагулисала (усирила), док су крвни судови били зачепљени, а ткиво оштећено.
Након операције, дошло је до погоршања здравственог стања праћеног високом температуром, а постојали су и знаци попуштања срчане функције, док се у плућима скупљала вода. Овакво стање се наставило неколико наредних дана, па су од 15. јануара сви лекари и чланови конзилијума непрекидно дежурали у Клиничком центру. Лекари су ишчекивали побољшање стања, како би од Тита затражили одобрење за ампутацију ноге, али му то нису саопштавали плашећи се да ће његово сазнање да операција није успела погоршати опште стање. Након осам дана стање се поправило и тада је одлучено са му се саопштити вест о неминовности ампутације ноге, која је у међувремену потамнела и почела да угрожава организам. Пре разговора са Титом, чланови лекарског конзилијума су разговарали са његовим синовима Жарком и Мишом, као и са највишим државним и партијским руководиоцима, који су подржали одлуку лекара. Као и претходног пута, одлуку конзилијума о ампутацији ноге, Титу је 20. јануара саопштио проф. др Брецељ, који је као најстарији члан конзилијума и Титов дугогодишњи лекар и пријатељ, био неформални шеф лекарског тима. Током разговора Тито је рекао да је и сам схватио да операција ноге није успела, због чега се сагласио са њеном ампутацијом. Нова операција, током које је извршена ампутација леве ноге, високо изнад колена, извршена је 21. јануара 1980 године. Операција је почела у 12.15 часова и трајала је 45 минута, а извела је иста екипа која је извела и прву операцију – проф. др Кошак и проф. др Лалевић. Иако доста суровија од претходне, операција је била знатно лакша и током ње није дошло до никакве промене Титовог здравственог стања.

## Пост оперативни ток и погоршање стања
Након ампутације ноге Тито се налазио на Одељењу за интензивну негу, где је већ другог дана по операцији почео да устаје и седи у фотељи. У среду 23. јануара 1980. посетили су га синови Жарко и Мишо. Сусрет са синовима, као и неколико самосталних Титових фотографија, забележио је дугогодишњи Титов фотограф Милош Рашета. Ове фотографије убрзо су се појавиле на насловним странама југословенских, али и страних листова, будећи наду у његово оздрављење. Наредних дана опоравак је ишао добрим током и уз повремена устајања из кревета, започета је медицинска рехабилитација. Ађутант Звонимир Костић га је свакодневно обавештавао о збивањима у земљи и свету, а наредних дана је у посету примио високе државне и партијске функционере. Најпре су га 26. јануара посетили потпредседник Председништва СФРЈ Лазар Колишевски и председавајући Председништва ЦК СКЈ Стеван Дороњски, који су му пожелели бржи и потпунији опоравак и информисали га о текућим питањима у унутрашњем развоју, као и о актуелним међународним питањима. Наредног дана, 27. јануара посетио га је савезни секретар за народну одбрану генерал армије Никола Љубичић, који је Врховном команданту оружаних снага пренео искрене жеље за брзи опоравак свих припадника Југословенске народне армије и упознао га са мерама које се предузимају у циљу редовне провере и даљег јачања борбене готовости. Том приликом настале су последње познате фотографије Јосипа Броза Тита.
Добар ток опоравка будио је код Тита оптимизам и више није помињао то што је изгубио ногу. У понедељак 28. јануара напустио је Одељење за интензивну негу и прешао на болничко одељење Клинике за срце и крвне судове, где је наставио са медицинском рехабилитацијом. Ток опоравка храбрио је чланове лекарског конзилијума, а посебно проф. др Миру Кошака који је извршио операцију, па је даљи опоравак био планиран у резиденцији на Брду код Крања, где је све било припремљено за Титов долазак. Наручена је лака протеза из СР Немачке, као и инвалидска колица са моторним погоном. Преко ађутанта Звонимира Костића и шефа Кабинета Берислава Бадурине Тито је примао информације и одржавао контакт са сарадницима, а читао је и приспелу пошту.
Први знаци погоршања здравственог стања, у виду слабијег мокрења, благих застојних промена на плућима, као и повремених лакших поремећаја свести, јавили су се убрзо након изласка са Одељења за интензивну негу. Услед погоршања здравственог стања Тито је бивао све нервознији због останка у болници и инсистирао је на одласку у резиденцију на Брду код Крања. Иако су бубрези пре операције били потпуно здрави они су нагло отказали. Према мишљењу др Миломира Станковића на бубреге су погубно деловале токсичне материје, који су се након операције бајпаса преко крви из већ осушене ноге пренели на остатак организма. Знаци попуштања бубрега су се јавили убрзо након операције, а до потпуног престанка рада бубрега дошло је 18. фебруара када је у даљем лечењу примењена хемодијализа. Након отказивања бубрега, 19. фебруара се појавила упала плућа, која је трајала све до смрти. Упала је постојала час на левом, час на десном плућном крилу или на оба, што је довело до крајње драматичног стања, услед кога је дошло до попуштања рада срца. Вода је долазила у плућа, а бубрези нису радили, због чега су обављане свакодневне хемодијализе. Компликацију упале плућа су отежавала и крварења у плућима. Почетком фебруара дошло је до можданог крварења, које је све више напредовало и било праћено поремећајем свести, што је довело до њеног губитка. У току 13. фебруара Тито је упао у мождану кому, након које је отежано говорио. Услед упале плућа и високе температуре, 26. фебруара је прикључен на апарат за вештачко дисање, а како би се омогућио нормалан рад апарата Тито је истог дана стављен у стање вештачке коме. Функцију вештачког дисања уз помоћ апарата пратио је анестезиолог проф. др Предраг Лалевић, са сарадницима др Дамиром Храниловићем и др Звонимиром Дитрихом. Стање Титове свести је од тада па до смрти било поремећено, јер се налазио или у коматозном стању или у стању дубоког сна изазваног лековима, услед чега са њим више није било комуникације. Проф. др Јован Ристић стално је пратио степен дубине коматозног стања и утврђивао када је кома дубока, а када је плића.

## Писма и телеграми подршке
Након пријема у болницу почетком јануара, а посебно након прве и друге операције средином и крајем јануара, на адресу Клиничког центра у Љубљани и Титове резиденције на Брду код Крања почела су да стижу бројна писма и телеграми подршке. Слали су их обични грађани, радници, сељаци, лекари, војници, бивши партизански борци, омладинци, пионири, али и радни колективи, организације СКЈ, друштвене и друштвено-политичке организације, војне јединице, удружења грађана, месне заједнице и др. из читаве Југославије. Такође, велики број телеграма је стизао из иностранства од грађана и разних организација, али и југословенских радника на привременом раду у СР Немачкој, Данској, Шведској и др. У свим писмима Титу су упућиване жеље за брзо оздрављење, а у једном писму из лондонског предграђа Кентиш Тауна стигло је писмо у коме су биле приложене две фунте са жељом да се за тај новац купи неколико цветова и стави у Титову болничку собу. Један пензионер из Ријеке је поводом Дана жена 8. марта послао писмо у коме је честитао празник медицинским сестрама које су неговале Тита и послао новац са жељом да им се купи цвеће за празник. На доктора Станковића, Титовог личног лекара, највећи утисак је оставило писмо једне домаћице из Бајине Баште у коме се каже — „Ја и супруг смо у срећном браку са два одрасла сина. Било који орган од нас четворо дајемо за излечење Тита”.
Упоредо са писмима и телеграмима подршке југословенских и иностраних грађана, Титу су стизали телеграми подршке од страних државника. Први телеграм, одмах по Титовом првом пријему у болницу, стигао је 4. јануара од председника Италије Сандра Пертинија. Потом су стигли телеграми подршке од председника Туниса Хабиба Бургибе, либијског вође Моамера ел Гадафија, председника Сирије Хафиза ел Асада, председника Румуније Николаја Чаушескуа, команданта Националне гарде Панаме бригадног генерала Омара Торихоса, председника Грчке Константина Цацоса, председника Пакистана Мухамеда Зие ул Хака, председника Сједињених Америчких Држава Џимија Картера, председника Владе Кине Хуа Гуофенга, председника Ирака Садама Хусеина, председника Гвинеје Амхеда Секу Туреа, генералног секретара ОУН Курта Валдхајма, председника Президијума Врховног совјета СССР Леонида Брежњева, председника Перуа Франциска Моралеса Бермудеза, председника Аустрије Рудолфа Кирхшлегера, председника Француске Жискара Дестена, председника Португала Антониа Рамаља Јанеша, првог секретара ЦК Мађарске радничке партије Јаноша Кадра, првог секретара ЦК Пољске уједињене радничке партије Едварда Гјерека, поглавара Римокатоличке цркве папе Јована Павла II, британске краљице Елизабете II, председника Бугарске Тодора Живкова, председника ДНР Кореје Ким Ил Сунга, јорданског краља Хусеина, председнице Владе Индије Индире Ганди.

## Смрт
Поремећај коагулације крви и оштећење крвних судова, које је било последица тровања крви, довело је до крварења у свим Титовим органима. Најтежа крварења јавила су се најпре у плућима и дисајним органима, а у другој половини марта дошло је до крварења из желуца, црева и бубрега, што је 28. априла довело до најтежег стања — критичне фазе шока. Критична стања организма условила су поремећаје срчаног ритма, од 27. фебруара, па је почетком марта Титу био уграђен вештачки водич срчаног ритма (пејсмејкер). У екстремно тешким условима, када су постепено отказивали сви органи, у тешком стању шока и кардио-циркулаторне нестабилности, Тито је преминуо 4. маја 1980. у 15.05 часова.
Проф. др Предраг Лалевић, један од чланова лекарског конзилијума, дао је свој опис смрти Јосипа Броза Тита:
| „ | У преподневним сатима почела је хемодијализа. Међутим, после извесног времена, дошло је до пада крвног притиска који се није поправљао, па је морала бити прекинута. Сви чланови конзилијума, дежурни лични лекари и најбоље и најстручније медицинске сестре које су неговале председника, окупили су се око кревета. Тито се лагано гасио. Респиратор је нормално радио, али су се на ЕКГ-у запажале промене које су указивале на скори крај. Коначно, у 15.05 сати ЕКГ је показао равну линију — знак да је срце престало куцати. У пуној тишини провели смо покрај кревета још 15-ак минута, а онда сам погледао професора Богдана Брецеља показујући му апарате који су и даље звучним сигналима показивали да раде, на што је он климнуо главом. Био је то знак да их искључим. Искључио сам респиратор, ЕКГ монитор, пејсмејкер и електронску пумпу за убризгавање лекова у вену. Потом смо напустили собу и пошли да саставимо завршни извештај о председниковом лечењу и смрти. | ” |

Тито је био прикључен на респиратор укупно 68 дана, а храну је добијао инфузијом, због чега су проф. др Лалевићу неколико година касније у једној немачкој болници приговорили да је мртвог човека данима држао на респиратору, односно апарату за вештачко дисање. Медицинско оправдање, зашто је толико дуго био прикључен на респиратор, према Лаловићевим наводима била је чињеница да је Титов мозак и даље био жив и да га због тога нису раније скинули са респиратора. О стању Титове мождане коре, током последњих месеци његовог живота, бринуо је члан лекарког конзилијума проф. др Јован Ристић, који је имао реалан увид у стање Титове свести, као и степен дубине коматозног стања. Све време контрола мождане коре је указивала да је њена функција била очувана.
Увече 4. маја у 23.00 часа отпочела је обдукција Титовог тела, коју су обавили патолози Клиничког центра у Љубљани предвођени доцентом др Душаном Ферлугом, а присуствовали су и патолози из Загреба и са Војномедицинске академије из Београда. Током обдукције др Фергула је узео безброј исечака ткива за хистолошки преглед органа, па је детаљан извештај с обдукције дат тек након два месеца. Део из обдукционог налога Јосипа Броза Тита:
| „ | Основна болест код покојног председника Тита била је склероза крвних судова, нарочито изражена у артеријама ногу. Таква тешка склероза развила се са старошћу пацијента и због шећерне болести с пропратним оштећењем ситних крвних жила. Због тешке тромбозе развила се тромбоза леве феморалне артерије, па је одумирало ткиво леве ноге. Због тога се ишло на премошћавање жиле бајпасом, а касније је обављена и ампутација изнад колена. У каснијем току лечења дошло је до оштећења органа: срце је постепено слабило, смањила се концентрација кисеоника па је оштећен и мозак слаби бубрези гомилали су отрове у телу, јетра није функционисала па је дошло до жутице, дијагностицирана је упала плућа, упала мокраћног мехура, наступио је застој срца и смрт. | ” |

Након завршене обдукције, у раним јутарњим часовима 5. маја 1980. Титови посмртни остаци су стављени у метални сандук, а потом је он стављен у дрвени сандук од храстовине, на коме се налазио грб Југославије. Након тога ковчег са Титовим телом пренет је из Клиничко болничког центра у зграду Скупштине СР Словеније, где је одржана церемонија опраштања Социјалистичке Републике Словеније од Јосипа Броза Тита пре његовог преноса у Београд, чиме је започео процес његове сахране.

## Саопштење јавности
Након Титове смрти, чланови лекарског конзилијума обавестили су највише државне и партијске функционере, који су потом у 18 часова у Палати федерације на Новом Београду одржали заједнички састанак Председништва СФРЈ и Председништва ЦК СКЈ. На седници је службено констатовано да је смрћу Јосипа Броза Тита престала да постоји функција председника Републике, па је на основу одредби Устава СФРЈ дошло до избора председника Председништва СФРЈ. Ову функцију преузео је дотадашњи потпредседник Председништва Лазар Колишевски, члан Председништва из СР Македоније , а за потпредседника Председништва изабран је Цвијетин Мијатовић, члан Председништва из СР Босне и Херцеговине. Поред њих двојице, Председништво СФРЈ сачињавали су следећи чланови — Сергеј Крајгер (СР Словенија), Петар Стамболић (СР Србија), Владимир Бакарић (СР Хрватска), Видоје Жарковић (СР Црна Гора), Стеван Дороњски (САП Војводина) и Фадиљ Хоџа (САП Косово). На седници је усвојен текст заједничког прогласа Председништва СФРЈ и ЦК СКЈ који је упућен јавности. Након седнице Председништва СФРЈ и Председништва СКЈ, одржана је и ванредна седница Савезног извршног већа на којој је донето саопштење о Титовој смрти, као и одлука о седмодневној општенародној жалости у дане од 4. до 11. маја. У току општенародне жалости на свим државним и јавним зградама биле су истакнуте заставе на пола копља, а отказане су и све јавне манифестације, културне, забавне и друге приредбе у земљи.
Нешто пре 19 часова истовремено је прекинут редовни програм на радију и телевизији, а након неколико минута на телевизији се појавио телетоп са натписом „Југословенска радио телевизија”, док је на радију почела озбиљна музика. Недуго потом дато је званично саопштење о смрти председника Републике Јосипа Броза Тита. Гледаоцима телевизије ову вест саопштио је спикер ТВ Београд Миодраг Здравковић, који је за овај задатак био одређен још у фебруару, од стране генералног директора Телевизије Милана Вукоса. Текст који је прочитао био је кратак и састојао се из свега пар реченица:
| „ | Умро је друг Тито. То су вечерас саопштили Централни комитета Савеза комуниста Југославије и Председништво Социјалистичке Федеративне Републике Југославије радничкој класи, радним људима и грађанима, народима и народностима Социјалистичке Федеративне Републике Југославије. Ускоро ћемо емитовати извештај са седнице Председништва Централног комитета Савеза комуниста Југославије и Председништва Социјалистичке Федеративне Републике Југославије. | ” |

Дан Титове смрти 4. мај пао је у недељу, а како је Празник рада, који се прославља 1. и 2. маја, падао у четвртак и петак, многи грађани Југославије су ова четири нерадна дана искористили за одлазак на мини одмор. У недељу поподне већина њих се налазила у аутомобилима, возовима, аутобусима и авионима враћајући се својим кућама. Након објаве вести о Титовој смрти, већи број грађана широм земље је почео да се окупља на јавним местима и на тај начин исказује своју жалост. У већим градовима, људи су се окупљали испред редакција дневних листова чекајући ванредна издања. Многи грађани су се јављали центрима општенародне одбране и месним заједницама како би се ставили на располагање. Током читаве вечери и до касно у ноћ емитован је ванредни програм Југословенске радио телевизије, који је завршен тек у 2.30 часова. Телевизијски репортери заустављали су грађане на улицама или улазили у њихове домове и разговарали са њима. Већ од вечерњих часова, испред зграде Скупштине СР Словеније на Тргу револуције у Љубљани, почео је да се окупља већи број људи који су чули вест да ће сутрадан одавде кренути испраћај Титових посмртних остатака ка железничкој станици.
Штафета младости, која је свој пут по Југославији започела 23. марта 1980. са Трга слободе у Новом Саду, почетком маја се кретала Горским котаром и Кордуном. Дана 4. маја застала је у Слуњу, а након објаве Титове смрти Председништво Конференције Савеза социјалистичке омладине Југославије одлучило је да Штафета прекине свој даљи пут и да се у Загребу прикључио Плавом возу, којим ће Титови посмртни остаци бити пренети из Љубљане у Београд. Након тога уз Штафету су се током читаве ноћи смењивале почасне страже, а ујутру 5. маја након краћег комеморативног скупа однета је у Загреб, где је у просторијама Републичке конференције Савеза социјалистичке омладине Хрватске, уз смену почасних стража, остала све до поласка Плавог воза за Београд.
Једна од најупечатљивијих сцена на вест о смрти председника Републике Јосипа Броза Тита догодила се у Сплиту. У тренутку објаве смрти на стадиону „Пољуд” играо се 43 минут фудбалске утакмице између „Хајдука” и „Црвене звезде”. Ближио се крај првог полувремена, а „Црвена звезда” је водила са 1:0. Тачно у 19.12 часова на терен је ушао један човек и дао знак судији Нусрефу Мухаремагићу да прекине утакмицу. Након тога играчи су се окупили око судије на средини терена, а око 50.000 гледалаца на трибинама је остало у шоку. Изненађеној публици и играчима, обратио се преко разгласа председник „Хајдука” и председник Извршног већа (градоначелник) Сплита Анте Скатаретико који је саопштио вест о смрти председника Тита и позвао све присутне да му минутом ћутања одају почаст. Одмах након тога, публика на трибинама и играчи на терену отпевали су песму „Друже Тито ми ти се кунемо” и химну „Хеј Словени”, након чега су се у тишини разишли кућама. Овај догађај снажно је одјекнуо у југословенским медијима и постао један од незаобилазних симбола жалости грађана Југославије за својим председником, а Председништво „Хајдука” је убрзо након тога упутило предлог Републичкој конференцији Социјалистичког савеза радног народа Хрватске да стадион „Пољуд” понесе Титово име, али ова иницијатива није прихваћена.
Поновљена утакмица између „Хајдука” и „Црвене звезде” одиграна је 21. маја на „Пољуду”. „Црвена звезда” је победила „Хајдук” са 3:1, а стрелци на овој утакмици су били — Душан Савић (два гола) и Владимир Петровић Пижон, док је погодак за „Хајдук” постигао Дамир Маричић. Овом победом „Црвена звезда” је практично освојила титулу првака Југославије. Поред утакмице „Хајдук”—„Црвена звезда”, на вест о Титовој смрти, у Загребу на стадиону „Максимир” у 28 минуту прекинута је утакмица између „Динама” и „Жељезничара”, а у Сарајеву на стадиону „Кошево” утакмица између „Сарајева” и „Осијека”.

## Галерија 1
- „Радио ТВ Ревија” број 689 од 5. маја 1980. године.
- „Политика“ 5. мај 1980.
- „Политика експрес“ 5. мај 1980.
- „Вечерње новости” 5. мај 1980.
- „Народне новине” 5. мај 1980.
- „Политика“ 6. мај 1980.
- „Вечерње новости” 6. мај 1980.
- „Вечерње новости” 7. мај 1980.
- „Вечерње новости” 8. мај 1980.

## Саопштења лекарског конзилијума
Лекарски конзилијум који је лечио Јосипа Броза Тита сачињавало је седморо лекара — академик проф. др Богдан Брецељ (1906—1986) ортопед и професор Медицинског факултета у Љубљани; генерал-мајор проф. др Миољуб Кичић (1911—1995) ендокринолог и главни интерниста ЈНА; проф. др Миро Кошак (1919—2010) кардиохирург Клиничког центра у Љубљани; проф. др Станислав Махкота (1913—2010) интерниста; пуковник проф. др Ђорђе Поповић (1917—?) начелник Клинике за кардиологију ВМА; академик проф. др Јован Ристић (1912—2001) неуропсихијатар и професор Медицинског факултета у Београду и проф. др Предраг Лалевић (1927—2019) анестезиолог и директор Института за анестезиологију и реанимацију Клиничког центра у Београду. Од почетка интензивног лечења, 11. јануара па до Титове смрти, 4. маја конзилијум је свакодневно давао саопштења о његовом здравственом стању која су потом путем средстава јавног информисања саопштавана јавности. Када је 26. фебруара 1980. године, услед погоршања здравственог стања Тито прикључен на апарат за дисање и стављен у вештачку кому, ова вест није унета у саопштење за јавност, што је касније дало прилику многима да причају како су обилазили Тита и са њим разговарали, хранили га и забављали.
- 11. јануар — По изласку председника Републике Јосипа Броза Тита из Клиничког центра у Љубљани, 5. јануара, предузето је интензивно лечење крвних судова ногу. Садашње стање здравља председника Тита захтева настављање досадашњег лечења.[22]
- 12. јануар — Стање обољења председника Републике Јосипа Броза Тита није се побољшало и поред предузимања интензивних мера лечења. У таквој ситуацији конзилијум лекара предложио је предузимање, у најскорије време, хируршког захвата на крвним судовима леве ноге.[22]
- 13. јануар — Председник Републике Јосип Броз Тито оперисан је у току прошле ноћи у Клиници за кардиоваскуларну хирургију Клиничког центра у Љубљани. Хируршки захват извршен је на крвним судовима леве ноге. Председник Тито је добро поднео операцију. Непосредни постоперативни ток је нормалан.[68]
- 14. јануар — Опште стање председника Тита је добро. Постоперацијски опоравак тече нормално. Хируршком интервенцијом на крвним судовима леве ноге, и поред привременог побољшања, није постигнут жељени ефекат.[68]
- 15. јануар — Крајем другог постоперацијског дана дошло је до пораста температуре, који је одговарајућим медицинским мерама смирен. Председник Тито данас нема повишену температуру и осећа се боље, у односу на претходни дан. Стање оперисане ноге је непромењено.[68]
- 16. јануар — Председник Републике Јосип Броз Тито провео је протекли дан без већих тешкоћа. Опште стање председника Тита у целини је боље.[68]
- 17. јануар — Опште стање здравља председника Републике Јосипа Броза Тита даље се побољшава. Председник Тито провео је прошлу ноћ мирно. Спавао је добро. Температура, крвни притисак и пулс, у границама нормале. Стање оперисане леве ноге у постепеном погоршању.[68]
- 18. јануар — Опште стање председника Републике Јосипа Броза Тита без битних је промена у односу на јучерашњи дан.[68]
- 19. јануар — Дање погоршање стања леве ноге председника Републике Јосипа Броза Тита захтева предузимање новог оперативног захвата. Опште стање председника Тита је добро.[68]
- 20. јануар — Данас у подне председнику Републике Јосипу Брозу Титу ампутирана је лева нога због тешког оштећења артерија које је довело до прекида циркулације и убрзане девитализације ткива те ноге и угрожавало живот. Председник Тито је добро поднео операцију. Непосредни постоперацијски ток је нормалан.[68]
- 21. јануар — Председник Републике који је јуче оперисан у Клиничком центру у Љубљани, провео је ноћ мирно. Температура, крвни притисак и пулс, у границама су нормале. Опште стање здравља председника Тита је добро.[69]
- 22. јануар — Опште стање здравља председника Републике Јосипа Броза Тита и током другог постоперацијског дана је добро. Након хируршке интервенције, председник Тито се опоравља.[69]
- 23. јануар – Опште стање председника Републике Јосипа Броза Тита даље се побољшава. Председник Тито је провео прошлу ноћ мирно и осећа се добро. Почео је постепено да устаје из кревета.[69]
- 24. јануар — Председник Републике Јосип Броз Тито успешно се опоравља после операције. Предузимају се неопходне медицинске мере рехабилитације. Опште стање здравља председника Тита је добро.[69]
- 25. јануар — Председник Републике Јосип Броз Тито провео је прошлу ноћ мирно и осећа се добро. Повремено устаје из кревета. Опште стање здравља се даље побољшава. Председник Тито информише се о најважнијим питањима у нашој земљи и свету, и почиње да обавља поједине од својих редовних дужности.[69]
- 26. јануар — Опште стање председника Републике Јосипа Броза Тита даље се побољшава. Медицинска рехабилитација спроводи се по утврђеном програму.[69]
- 28. јануар – Председник Републике Јосип Броз Тито напустио је јуче по подне Одељење за интензивну негу и прешао на болничко одељење Клинике за срце и крве судове где се настављају мере медицинске рехабилитације. Пошто опорављање председника Тита тече нормалним током, конзилијум од сада неће свакодневно давати саопштења.[69]
- 10. фебруар – Током последњих дана, опоравак председника Републике Јосипа Броза Тита био је успорен, због пробавних сметњи и појаве извесних тешкоћа у вези са функцијом бубрега. Предузимају се неопходне мере лечења.[70]
- 14. фебруар – У току протекле ноћи стање здравља председника Републике Јосипа Броза Тита било је критично. После предузетих интензивних мера лечења дошло је до извесног побољшања, али је стање и даље врло тешко. Настављају се одговарајуће медицинске мере.[71]
- 15. фебруар – Извесно побољшање општег стања здравља председника Републике Јосипа Броза Тита, до којег је дошло у преподневним часовима 14. овог месеца, и даље се одржава. Спроводе се интензивне медицинске мере са циљем настављања и стабилизовања ове тенденције.[71]
- 22. фебруар – Због ослабљења функције бубрега, последњих дана успешно се примењује хемодијализа (вештачки бубрег). Спроводе се и друге мере интензивног лечења. Опште стање здравља председника Републике Јосипа Броза Тита је без битније промене.[71]
- 27. фебруар – Опште стање здравља председника Републике Јосипа Броза Тита је и даље тешко. И поред спровођења одговарајуће интензивне терапије, упала плућа се не смирује. Све чешће се јављају поремећаји срчаног ритма, а знаци срчане слабости се одржавају.[72]
- 2. марта - У току протекле ноћи дошло је до погоршања општег стања здравља председника Републике Јосипа Броза Тита, а посебно до даљег слабљења срца. Настављају се неопходне мере интензивног лечења.[72]
- 9. март - Опште стање здравља председника Републике Јосипа Броза Тита је врло тешко. Тешка бубрежна инфлуенција и даље траје. Наставља се примена вештачког бубрега. Општа склоност ка спонтаном крварењу је израженија. Срчана слабост и даље је присутна. Спроводе се потребне мере интензивног лечења.[73]
- 14. март - Здравствено стање председника Републике Јосипа Броза Тита је врло тешко. И поред спровођења неопходних мера интензивног лечења, које се настављају, упала плућа праћена високом температуром, упорно се одржава. Раније поменути поремећаји функција осталих органа трају и даље.[74]
- 26. март - Опште стање здравља председника Републике Јосипа Броза Тита је врло тешко. Упала плића показује знаке лаганог повлачења, али повишена температура и даље траје. Функција бубрега се не успоставља. Кардиоваскуларни систем и данас је релативно стабилан. Интензивно лечење се наставља.[75]
- 2. април — У току последњих неколико дана, опште стање здравља председника Републике Јосипа Броза Тита не показује битније промене. Упала плућа се смирује. Висока температура упорно се одржава, као последица септичног стања које траје, упркос примени одговарајуће терапије. Наставља се интензивно лечење.[76]
- 12. април — Опште стање здравља председника Републике Јосипа Броза Тита је врло тешко. Упала плућа не повлачи се и поред примене одговарајућих антибиотика. Висока температура траје и даље. Функција бубрега се не успоставља. Свакодневно се примењују хемодијализа и остале мере интензивног лечења.[77]
- 18. април — Опште стање здравља председника Републике Јосипа Броза Тита је врло тешко. После краткотрајног заустављања, поново је дошло до крварења у желуцу. Упала плућа се не шири. Оштећење јетре се погоршава. Температура је и даље висока. Функција бубрега се не успоставља. Предузимају се неопходне мере интензивног лечења.[77]
- 21. април - Опште стање здравља председника Републике Јосипа Броза Тита је изузетно тешко. Крварење које траје, знатно оштећење јетре праћено јаком жутицом, упала плућа, висока температура и слабост срца угрожавају живот друга Председника. Функција бубрега се не успоставља. Наставља се интензивно лечење.[78]
- 22. април - У поподневним часовима дошло је до погоршања здравственог стања председника Републике Јосипа Броза Тита, које је ушло у критичну фазу. Предузимају се неопходне медицинске мере.[78]
- 28. април - Применом одговарајућих мера лечења, превазиђена је критична фаза шока у коју је друг Председник био запао у поподневним часовима 22. априла, али је опште стање његовог здравља и даље врло тешко. Наставља се интензивно лечење.[79]
- 30. април — Знаци оштећења јетре се повлаче, мада је жутица и даље јако изражена. Сметње у функцији пробавних органа нешто су мање. Упала плућа се смирује. У ранијим поменутим поремећајима функција других органа нема значајнијих промена. Опште стање здравља председника Републике Јосипа Броза Тита је међутим и даље врло тешко. Наставља се интензивно лечење.[79]
- 3. мај — Лако побољшање здравља председника Републике Јосипа Броза Тита, постигнуто последњих дана, и даље се одржава. Међутим, опште здравствено стање друга председника врло је тешко. Наставља се интензивно лечење.[79]
- 4. мај — Опште стање здравља председника Републике Јосипа Броза Тита врло је тешко. Након краткотрајног лаког побољшања, данас су се јавили знаци израженије кардио-циркуларне нестабилности. Наставља се интензивно лечење.[80]
- 4. мај —  Данас, 4. маја 1980. године, у раним поподневним часовима, дошло је до даљег тешког погоршања општег здравственог стања председника Републике Јосипа Броза Тита. И поред предузимања свих неопходних медицинских мера, постепено су се гасиле све виталне функције, па је председник Социјалистичке Федеративне Републике Југославије, председник Савеза комуниста Југославије и Врховни командант оружаних снага СФРЈ, маршал Југославије Јосип Броз Тито преминуо у 15.05 часова.[80]

## Организација сахране
Доношењем новог Устава СФРЈ фебруара 1974. извршена је измена улоге и форме Председништва СФРЈ, које формирано јуна 1971. године, након чега је оно постало колективни шеф државе, на чијем се челу и даље налазио председник Републике Јосип Броз Тито. Према Уставу пуна надлежност Председништва наступила би престанком функције председника Републике, односно Титовом смрћу. Маја 1974. Тита је Скупштина СФРЈ изабрала за председника Републике без ограничења мандата, а онда је на Десетом конгресу СКЈ изабран и за председника СКЈ без ограничења мандата. На истом Конгресу реформисано је Председништво ЦК СКЈ, формирано још 1966, које је постало пандан Председништву СФРЈ, са задатком да након Титове смрти преузме улогу колективног шефа партије. Због све већег броја година, али и здравствених тегоба, које су захтевале више одмора, Тито се постепено повлачио из политике, бавећи се углавном спољнополитичким и војним питањима.
Како је 1977. године Тито напунио 85 година, у руководству СФРЈ и СКЈ се све више постављало питање његове смрти. Пошто је Тито био неприкосновени лидер друге Југославије са изграђеним култом личности, у врху земље се размишљало да се након смрти његово тело попут Лењина балсамује и изложи у маузолеју, пошто је то била пракса у многим социјалистичким земљама попут Совјетског Савеза, НР Бугарске, СР Вијетнама и др. Иако су ови планови изношени у најстрожој тајности, Тито их је наслућивао посебно након почетка градње Виле Мир у оквиру комплекса његове резиденције. Поред маузолеја, који би се налазио у Београду, у могућим плановима државно-партијског руководства за место Титовог последњег почивалишта су биле у оптицају још две локације – родни Кумровец и меморијални комплекс Долина хероја на Сутјесци. Ипак све ове предлоге и дилеме је пресекао сам Јосип Броз Тито који је током 1979. године изразио своју жељу да буде сахрањен на традиционалан начин у зимској башти тзв. „Цвећари“, која се налазила у оквиру комплекса његове резиденције у Ужичкој улици у Београду.
Прве планове о сахрани Јосипа Броза Тита руководство СФРЈ и СКЈ почело је да реализује почетком јануара 1980. године, убрзо након његовог пријема у Клинички центар у Љубљани. Планови су били веома детаљни и назначени као „Дан X + 4”, односно дан смрти и четири наредна дана предвиђена за церемонију опроштаја и сахране. На изради планова је поред државно-партијског руководства био ангажован и одређен број стручњака из разних области, као и људи са телевизије око реализације преноса читаве церемоније. Због своје важности планови су означени као строго чувана државна тајна. За реализацију церемоније опроштаја од Јосипа Броза Тита и саме сахране, Председништво СФРЈ је формирало читав низ комисија и одбора, а за главног координатора читаве церемоније је био одређен генерал-пуковник Бруно Вулетић, док је за оперативног извршитеља именован генерал-мајор Мартин Шпегељ. Такође, у припремама сахране учествовао је и тадашњи генерални секретар Председништва СФРЈ генерал-пуковник авијације Иван Долничар. Иако су планови за сахрану направљени доста пре Титове смрти, на почетак саме реализацији се чекало до званичног објављивања смрти, па је тако гробница у Кући цвећа довршена тек ујутро 8. маја, свега неколико сати пре сахране.

## Пренос посмртних остатака

### Љубљана
У раним јутарњим часовима 5. маја 1980. године, након завршене обдукције, официри гарде, у пратњи ађутанта Врховног команданта оружаних снага СФРЈ адмирала Звонимира Костића, су ковчег са посмртним остацима Јосипа Броза Тита изнели из Клиничког центра и погребним возилом, за чијим воланом се налазио заменик командира Специјалне ауто чете пуковник Иван Кужник, пренели у зграду Скупштине СР Словеније на Тргу револуције (данас Трг републике). У аули Скупштине, одмах испод Титовог споменика, налазио се ковчег са његовим посмртним остацима, прекривен југословенском заставом. Доста пре заказаног времена, велики број људи из Љубљане, али и других крајева Словеније, упркос киши испунио је простор на Тргу испред зграде Скупштине, чија је улазна фасада била обмотана црвеним сомотом. Око 7.30 часова простор испред главног улаза у Скупштину су испуниле делегације друштвено-политичких организације СР Словеније, града Љубљане и других организација, међу којима су били највиши словеначки друштвено-политички радници, револуционари, народни хероји, другови и сарадници Јосипа Броза Тита — Иван Мачек, Лидија Шентјурц, Зденка Кидрич, Пепца Кардељ, Тоне Фајфар, Јоже Вилфан, Алеш Беблер, Миха Маринко, Франц Лескошек, Стане Доланц, Милан Кучан и др. Поред њих, испред Скупштине су се такође налазили Партизански певски хор, оркестар милиције и почасна чета припадника ЈНА.
За то време у аули Скупштине су се смењивале почасне страже поред Титовог ковчега, а последњу су држали чланови породице Броз. У 7.45 часова шесторица официра гарде су Титов ковчег изнела из зграде Скупштине и положиле на одар испред главног улаза. Након тога су у име делегације Социјалистичке Републике Словеније, председник Председништва СР Словеније Виктор Авбељ и председник ЦК СК Словеније Франце Попит, положили венац од каранфила и орхидеја са натписом: Председнику Републике Јосипу Брозу Титу — Социјалистичка Република Словенија. У име града хероја Љубљане, у којој је водио своју последњу битку, од председника Тита се опростио председник Скупштине града Марјан Рожич, који је између осталог рекао — „Опраштамо се од човека и револуционара који је увек био непосредан, за свакога јасан и разумљив, од доброг човека, пријатеља свих нас, учитеља и руководиоца истовремено...” После говора, хор је почео са извођењем нумере „Песма Титу”, а официри гарде су Титов ковчег унели у погребно возило, које је у пратњи почасног ескорта од пет војних „кампањола” кренуло ка железничкој станици.
Колона возила се кретала следећом трасом: Шубичева улица — Титова цеста (данас Словеначка цеста) — Масарикова цеста — Трг Освободилне фронте. Дуж читаве трасе, улице су биле засипане цвећем, а са стране су стајали људи и одавали почаст. У 8.15 колона возила је стигла испред железничке станице, где се већ налазила непрегледна маса народа, као и партизански борци који су носили 50 ратних застави словеначких партизанских бригада, делегација 500 железничара, почасна чета ЈНА и војни оркестар. Док су академски хор „Тоне Томшич” и војни оркестар изводили песму „Југославијо” гардисти су Титов ковчег унели у Плави воз и поставили у салон-вагон. Испраћен звуком фабричких сирена Плави воз је у 8.30 часова напустио Љубљану и кренуо ка Загребу и Београду. Поред чланова породице Броз, на последње путовање председника Тита су пратили чланови државно-партијске делегације, коју су сачињавали — Фадиљ Хоџа, Стане Доланц, Тодо Куртовић, Мика Шпиљак, Владимир Шћекић, Васил Тупурковски, Стана Томашевић, Бранислав Иконић и Џемил Шарац. Читава церемонија опроштаја Љубљане од Тита, испред зграде Скупштине, као и кретање погребне поворке, директно је преносила телевизија.
Дуж читаве пруге између Љубљане и Загреба, а посебно код железничких станица, окупљао се народ који је желео да ода последњу пошту председнику Tиту. Пролазећи кроз железничке станице, али и места на самој прузи, где се окупљао народ, Плави воз је успоравао, а прво место су биле Креснице. Потом су следиле — Литија, Загорје об Сави, Зидани Мост, Севница, Бланца, Кршко, Брежице и Долови, након чега је Плави воз напустио територију СР Словеније и преко Запрешића ушао у Загреб.

### Загреб
У Загреб je Плави воз стигао у 10.30 часова, а његов улазак на Главни колодвор означила је централна загребачка сирена. Док су официри гарде из воза износили ковчег са Титовом посмртним остацима, војни оркестар ЈНА је свирао погребни марш „Слава херојима”. Након тога, официри гарде су ковчег поставили на одар испред главне зграде Загребачког колодвора, чија је фасада прекривена црвеним сомотом и великом Титовом сликом. На Томислављевом тргу, преко пута колодвора, налазила се велика маса народа, грађана Загреба, али и других делова Хрватске. Поред чланова породице Броз и чланова делегације, који су били у почасној пратњи, поред Титовог одра је стајала и група истакнутих друштвено-политичких радника Социјалистичке Републике Хрватске и града Загреба, у којој су се налазили — Јаков Блажевић, Милка Планинц, Јуре Билић, Ивица Гретић, Милутин Балтић, Јово Угарчић, Иво Латин, Драгутин Плашч и др, као и Младен Пејновић председник Републичке конференције Савеза социјалистичке омладине Хрватске који је држао Штафету младости, која је на вест о Титовој смрти заустављена у Слуњу, а потом пренета у Загреб. Док су војни оркестар и певачки зборови изводили песму „Здигните брати заставе” делегација града Загреба, у којој су се налазили Иво Латин, Драгутин Плашч, Лутво Ахметовић, Стјепан Хундих, Владо Филковић и Злата Рушковачки, је на одар положила венац са натписом: Вољеном Титу — раднички Загреб.

Био је пети мај,
из Скопља ме је водио пут,
на станицама дуж пруге свуд
тишина и нема бол.
Битола, Марибор, Ријека,
Никшић, Зеница, Бор
и сваки човек и сваки дом
је жалио душом свом.

део из песме „Три пут сам видео Тита”, Ђорђа Балашевића
Након тога у име града хероја Загреба, од председника Тита се опростио председник Градске конференције Савеза комуниста Загреба Драгутин Плашч, који је између осталог рекао — „У историји се рађа мало људи који својим надахнућем, својим умом и вољом претварају мисао у дело и снагу повести. Један од њих је наш Тито...” Након опроштајног говора, певачки збор је најпре отпевао песму „Друже Тито ми ти се кунемо”, а после ње загорску попјевку „Фала”. За то време официри гарде су ковчег скинули са одра и понели ка Плавом возу. Испред њих су двојица гардиста носила венац, а за ковчегом је ишао Младен Пејновић носећи Штафету младости, чланови породице Броза, чланови почасне делегације, као и највиши државно-партијски руководиоци СР Хрватске. Тачно у 11.12 минута Плави воз је испраћен звуком фабричких сирена напустио загребачки колодвор и кренуо ка Београду. Читаву церемонију опроштаја у Загребу, као и раније у Љубљани, директно је преносила телевизија.
Кретање Плавог воза од Загреба до Београда, као и раније од Љубљане до Загреба, било је испраћено многобројном масом народа, која се у жељи да ода последњу почаст Титу, окупљала углавном код железничких станица, али и на одређеним местима дуж пруге. Пролазећи поред њих воз је успоравао у Иванић-Граду, Поповачи, Кутини, Бановој Јарузи, Новској, Рајићу, Новој Градишки и Старом Петровом Селу. Пролазећи кроз Славонски Брод, око 14.00 часова, Плави воз је уз звук фабричких сирена пропратило више од 50.000 људи из овог дела Славоније, али и из суседних општина СР Босне и Херцеговине. Након тога окупљени народ је воз дочекивао у Врпољу, Микановцима и Винковцима, где се око 14.30 окупио велики број људи из Вуковара, Осијека и Жупање, као и почасна јединица ЈНА из Винковачког гарнизона. Након проласка кроз Товарник, Плави воз је напустио територију СР Хрватске и прешао у СР Србију, где је Титове посмртне остатке очекивала маса народа у Шиду и Сремској Митровици, али и у Лаћарку, Руми, Инђији, Старој Пазови, Батајници, Земуну и Новом Београду.

### Београд
Након путовања дугог 574 километра, на први перон Главне железничке станице у Београду, Плави воз је стигао у 17.00 часова, где су га сачекали највиши представници федерације, део породице Броз и Титова супруга Јованка, представници СР Србије, САП Војводине и Косова, града Београда и Југословенске народне армије. Уз звуке „Посмртног марша пролетера”, које је изводио војни оркестар ЈНА, и почасног поздрава здруженог одреда ЈНА састављеног од припадника морнарице, ваздухопловства и пешадије, официри гарде су изнели Титов ковчег и поставили га на одар испред зграде Главне железничке станице, преко пута које се на Тргу братства и јединства (данас Савски трг) окупило више од 150.000 грађана Београда, али и других делова Србије. На бини испред железничке станице налазили су се највиши државно-партијски функционери федерације и СР Србије, међу којима су били — Лазар Колишевски, Стеван Дороњски, Веселин Ђурановић, Драгослав Марковић, генерал Никола Љубичић, Добривоје Видић, Иван Стамболић, Бранко Пешић, Душан Глигоријевић, Махмут Бакали, Шпиро Галовић, Тихомир Влашкалић, Живорад Ковачевић, Душан Чкребић, Иљаз Куртеши, Киро Глигоров и др. У име града хероја Београда опроштајне речи председнику Титу упутио је Душан Саша Глигоријевић председник Градске конференције Савеза комуниста Београда, који је између осталог рекао — „Огромну и неизрециву тугу и бол осећа сваки човек наше земље. Небројено пута овде смо поздрављали нашег вољеног друга Тита, изражавајући му наше дивљење, подршку, поштовање и љубав. Данас Београд први пут дочекује Тита у тишини...”
Након опроштајног говора, док су официри гарде Титов ковчег са одра пренели у погребно возило, за чијим воланом се налазио командир Специјалне ауто чете Гардијске бригаде пуковник Марко Агбаба, мешовити певачки хор запевао је песме „Друже Тито ми ти се кунемо” и „Југославијо”. У пратњи почасног ескорта на мотоциклима, као и шест војних „кампањоли” погребно возило је кренуло ка Скупштини СФРЈ следећом трасом: Трг братства и јединства — Немањина улица — Улица кнеза Милоша — Трг Маркса и Енгелса (данас Трг Николе Пашића). Читавим путем, којим је прошла колона возила, налазио се велики број грађана, а највише их је било у Пионирском парку преко пута улаза у зграду Скупштине.

## Мимоход у Скупштини
Погребна поворка је у 17.35 часова стигла до зграде Скупштине СФРЈ, преко пута које се налазио велики број грађана Београда. Испред главног улаза у зграду скупштине, налазио се војни оркестар који је изводио звуке „Посмртног марша пролетера” и почасна чета припадника ЈНА, док се на самом улазу налазила група највиших државно-партијских функционера СФРЈ и СКЈ. Осам генерала и адмирала Југословенске народне армије — Јанко Секирник, Тихомир Шарески, Зорко Чанади, Драго Шток, Рахмија Каденић, Стеван Роглић, Драго Николић и Миодраг Ивановић — су ковчег са посмртним остацима Јосипа Броза Тита изнели из погребног возила и положили на одар у централном холу скупштине, након чега је прекривен југословенском заставом. Након тога у хол скупштине су ушли официри гарде, који су носили јастучиће са Титовим одликовањима. Предводио их је ађутант Врховног команданта оружаних снага СФРЈ контра-адмирал Звонимир Костић који је носио јастуче са три Титова Ордена народног хероја. Пет јастучића са југословенским одликовањима постављена су испред ковчега, док је осам јастучића са иностраним одликовањима постављено са леве и десне стране. За то време осморица припадника гарде су стајала са обе стране одра. Након тога је почело полагања венаца и изјављивање саучешћа члановима Титове породице — супрузи Јованки и синовима Жарку и Миши. Први венац на одар председника Тита положили су његови синови, а након њих је венац са натписом: Драгом Титу — Јованка положила супруга. Потом су положени венци у име највиших државних и партијских органа и друштвено-политичких организација — Лазар Колишевски је положио венац у име Председништва СФРЈ, Стеван Дороњски у име Председништва ЦК СКЈ, Веселин Ђурановић у име Савезног извршног већа, Драгослав Марковић у име Скупштине СФРЈ, генерал армије Никола Љубичић у име Југословенске народне армије, Тодо Куртовић у име ССРН Југославије, Мика Шпиљак у име Савеза синдиката Југославије, генерал армије Коста Нађ у име СУБНОР Југославије, Васил Тупурковски у име ССО Југославије, адмирал Богдан Пецотић у име Резервних војних старешина и Вјера Ковачевић у име Конференције за питања друштвеног положаја жена Југославије. После савезних органа и друштвено-политичких организација, венце су положиле делегације република и покрајина — Раиф Диздаревић и Никола Стојановић у име СР Босне и Херцеговине, Ангел Чемерски и Страхил Гигов у име СР Македоније, Милан Кучан и Антон Вратуша у име СР Словеније, Добривоје Видић и Тихомир Влашкалић у име СР Србије, Јаков Блажевић и Милка Планинц у име СР Хрватске, Вељко Милатовић и Војо Срзентић у име СР Црне Горе, Радован Влајковић и Душан Алимпић у име САП Војводине и Џавид Нимани и Махмут Бакали у име САП Косова.
Након полагања венаца, отпочело се са држањем почасних стража поред одра председника Тита. У периоду од 18 до 20 часова почасне страже су држали највиши руководиоци федерације, савезних друштвено-политичких организација, република и покрајина. Прву почасну стражу држали су чланови Председништва СФРЈ — Лазар Колишевски, Цвијетин Мијатовић, Сергеј Крајгер, Петар Стамболић, Владимир Бакарић, Видоје Жарковић, Стеван Дороњски и Фадиљ Хоџа, а одмах након њих чланови Председништва ЦК СКЈ — Душан Драгосавац, Добросав Ћулафић, Стане Доланц, Александар Грличков, Никола Љубичић, Бранко Микулић, Милош Минић, Лазар Мојсов, Хамдија Поздерац и Андреј Маринц. Потом су уследиле почасне страже Скупштине СФРЈ, Савезног извршног већа, оружаних снага СФРЈ, Савезне конференције ССРН, Већа Савеза синдиката, Председништва СУБНОР, Председништва ССОЈ, Председништва Савезне конференције РВС, Председништва Конференције за питања друштвеног положаја жена, па почасне страже свих република и покрајина и града Београд. Почасну стражу је чинило осам особа, а смењивале су се непрекидно на четири минута. Према протоколу је било предвиђено да почасне страже трају пет минута, али како су оне касније смањене на три минута и како их је чинило и по десет особа, за укупно 60 часова и 45 минута, колико је ковчег са Титовим телом био у централној скупштинској сали, сменило се укупно 950 почасних стража, са више од 8.000 људи из читаве Југославије.
У току ноћи између 5. и 6. маја, као и у току преподнева 6. маја, смењивале су се почасне страже из Београда, а потом су дошле делегације из градова хероја и главних градова — Дрвара, Загреба, Љубљане, Новог Сада, Прилепа, Приштине, Сарајева, Скопља, Титограда и Цетиња. Од 13.00 часова су се смењивале почасне страже народних хероја Југославије, у којима је било више од 150 народних хероја, а потом страже Савета федерације, Централног комитета СКЈ, Савеза синдиката, Конференције за питања друштвеног положаја жена, делегата Скупштине СФРЈ, Удружења шпанских бораца, као и делегација градова који носе Титово име — Титовог Велеса, Титове Коренице и Титовог Ужица и делегације места у којима је живео током свог револуционарног рада — Смедеревске Паланке, Краљевице, Сиска, Бјеловара и Камника. У току наредне ноћи између 6. и 7. маја поново су се смењивале почасне страже из Београда. Током 7. маја смењивало се 259 почасних стража, које су чиниле делегације — сињских алкара, Савеза новинара Југославије, Савеза књижевника Југославије, ловачких друштава, музичких уметника, ликовних уметника, Савеза лекарских друштава, драмских уметника, заједнице Универзитета, Кабинета председника Републике, Савезног секретаријата за унутрашње послове, Савезног секретаријата за иностране послове, Савезног секретаријата за народну одбрану, ученика Политичке школе из Кумровца, Савеза инжењера и техничара Југославије, и др. Испред оружаних снага СФРЈ је било 50 почасних стража, са 472 припадника ЈНА, а највише почасних стража било је из Београда, укупно 582 и у њима је учествовало више од 4.600 Београђана.

## Сахрана

### Погребна поворка
Погребна поворка, чијим је кретањем у целини командовао генерал-пуковник Милош Станимировић, састојала се из два дела и са платоа испред Скупштине СФРЈ је кренула у 12.25 часова. На челу првог дела поворке ношене су државна застава СФРЈ и партијска застава СКЈ, које су носили пуковници Срето Милановић и Лука Перишић, лични пратиоци председника Републике и Врховног команданта оружаних снага. Иза њих су ношене заставе југословенских социјалистичких република. Након партијске и државних застава, кретала су се три ешалона са старешинама и питомцима Војне академије који су носили 365 ратних застава, међу којима су биле 341 застава бригада НОВ и ПОЈ и 24 заставе страних бригада формираних на подручју Југославије. Све заставе биле су спуштене на пола копља.
Иза ратних застава кретала се група од око 100 народних хероја Југославије, а иза њих се кретао здружени одред оружаних снага СФРЈ и милиције, којим је командовао пуковник Андрија Шилић. Здружени одред је био подељен у пет ешалона – припадника пешадије, ваздухопловства, морнарице, територијалне одбране и милиције. Након припадника оружаних снага, кретала се група састављена од припадника ЈНА и омладинаца, која је носила 20 венаца, међу којима су били – венац супруге Јованке, синова Жарка и Мише, Председништва СФРЈ, Председништва ЦК СКЈ, Скупштине СФРЈ, Савезног извршног већа, Социјалистичког савеза радног народа Југославије, Савеза синдиката Југославије, Савеза социјалистичке омладине Југославије, Савеза удружења бораца Народно-ослободилачког рата, Конференције за питања друштвеног положаја жена, оружаних снага СФРЈ, социјалистичких република и покрајина.
На челу другог дела колоне налазио се здружени војни оркестар ЈНА, који је током кретања поворке свирао посмртне маршеве. Иза војног оркестра, кретао се ешалон припадника Гарде ЈНА, а иза њега група генерала и виших официра која је носила пет црвених јастука са Титовим домаћим одликовањима. На челу ове групе ишао је генерал-пуковник и народни херој Душан Пекић, који је носио Титова три Ордена народног хероја. Након официра који су носили одликовања, кретало се војно теренско возило марке Фиат-Застава 1107 ЈД (познато као Кампањола) које је вукло лафет брдског топа Б-1 на коме се налазио сандук са Титовим посмртним остацима прекривен југословенском заставом. За воланом теренског возила налазио се командир Специјалне ауто-чете пуковник Марко Агбаба, а на сувозачевом месту се налазио његов заменик пуковник Иван Кужник. Поред лафета су ишла десеторица официра Гарде и десет радника – петорица рудара из Вреоца: Милорад Читлучанин, Драган Драгићевић, Милорад Клипа, Радиша Петровић и Љубодраг Марковић и петорица металских радника из Београда – Дмитар Бањац, Првослав Марковић, Данко Миливојевић, Љубивоје Јевтић и Верољуб Николић.
Иза лафета са посмртним остацима ишао је ађутант Врховног команданта контра-адмирал Звонимир Костић, а иза њега Титова супруга Јованка Броз, синови Жарко и Миша и други чланови породице, међу којима су били – унуке Златица и Светлана, унуци Јосип Јошка и Едвард, снаја Мира и др. Иза породице су ишли највиши савезни, републички и покрајински функционери и Титови сарадници – чланови Председништва СФРЈ, чланови Председништва ЦК СКЈ, председник Скупштине СФРЈ, председник СИВ, председници Председништва социјалистичких република и аутономних покрајина, чланови ранијих састава Политбироа и чланови Извршног комитета ЦК СКЈ, председник Савезне конференције Социјалистичког савеза радног народа Југославије, председник Већа Савеза синдиката Југославије, председник Савезног одбора СУБНОР Југославије, председник Савеза социјалистичке омладине Југославије, председник Савеза резервних војних старешина Југославије, председник Конференције за питања друштвеног положаја жена, председник Уставног суда Југославије, потпредседник Скупштине СФРЈ, потпредседник СИВ, председници већа Скупштине СФРЈ, чланови Савезног извршног већа, извршни секретари Председништва ЦК СКЈ, шеф Кабинета председника Републике, представници Савезног секретаријата за народну одбрану, поглавари верских заједница, чланови Централног комитета СКЈ, чланови Статутарне комисије и Надзорног комитета СКЈ, председници академија наука, чланови Савета федерације, делегација оружаних снага СФРЈ, делегати Скупштине СФРЈ, делегације социјалистичких република и аутономних покрајина, чланови Председништва Савезне конференција ССРН Југославије, чланови Председништва Већа Савеза синдиката Југославије, чланови Председништва Савезног одбора СУБНОР Југославије, чланови Председништва ССО Југославије, делегација Београда, делегација Кумровца, чланови лекарског конзилијума и Титови лични лекари, чланови Кабинета председника Републике, чланови Председништва СРВС Југославије, судије Уставног суда Југославије, савезни правосудни органи и врховни правосудни органи Југословенске народне армије. На крају погребне поворке налазио се ешалон припадника ЈНА, као и неколико транспортних возила ЈНА за пружање медицинске и друге помоћи.
Кретање погребне поворке одвијало се следећом трасом – плато испред Скупштине СФРЈ, Улица кнеза Милоша, Мостарска петља, Улица Булевар војводе Путника, Булевар Октобарске револуције, плато испред Музеја „25. мај“, укупне дужине око четири километра. Дуж трасе стајао је шпалир припадника Гарде, питомаца Војне академије, радника и омладине, као и већи број грађана Београда, али и из других крајева Југославије. По доласку на плато испред Музеја „25. мај“ у 14.30 часова, овде се зауставља највећи део поворке, а у двориште резиденције улазе само носиоци застава, венаца и одликовања, народни хероји, војни оркестар, почасни вод Гарде, лафет са почасном пратњом, ађутант, чланови породице и највиши државни и партијски руководиоци.

## Галерија 2
- „Политика” 9. мај 1980
- „Политика експрес” 9. мај 1980
- „Вечерње новости” 9. мај 1980.
- „Народне новине” 9. мај
- Насловна страна листа „НАДА” број 110 од 9. маја 1980.
- „Вечерње новости” 9. мај 1980.
- Насловна страна листа „Илустрована Политика“ број 1123 од 13. маја 1980.

## Стране делегације на сахрани
Титовој сахрани присуствовале су 124 званичне државне делегације, на чијем се челу налазило 38 шефова држава (краљева и председника), 5 принчева, 7 потпредседника република, 6 председника парламената, 10 председника влада, 3 потпредседника влада, 12 министара иностраних послова, 20 чланова влада и 21 државни функционер.
Неки од истакнутих лидера на сахрани били су:
- Организација уједињених нација: Курт Валдхајм, генерални секретар ОУН-а
- Совјетски Савез: Леонид Брежњев, председник Президијума ВС СССР и генерални секретар ЦК КПСС и Андреј Громико
- САД: Волтер Мондејл, потпредседник САД; Лилијан Картер, председникова мајка; Ејверел Хариман
- Кина: Хуа Гуофенг; Чи Пенгфеј
- Индија: Индира Ганди, председник Владе Индије
- Бугарска: Тодор Живков, председник Државног савета НР Бугарске и први секретар ЦК БКП
- Мађарска: Јанош Кадар
- Чехословачка: Густав Хусак
- Пољска: Војћех Јарузелски, Едвард Гјерек
- Замбија: Кенет Каунда, председник Замбије
- Италија: Сандро Пертини, председник Италије; Франческо Косига, председник Министарског савета Италије.
- Северна Кореја: Ким Ил Сунг, председник ДНР Кореје и генерални секретар Радничке партије Кореје
- Уједињено Краљевство: Маргарет Тачер, председник Владе Уједињеног Краљевства; принц Филип, супруг краљице Елизабете ; Питер Карингтон; Фицрој Маклејн; Вилијам Дикин
- Источна Немачка: Ерих Хонекер, председник Државног Савета ДР Немачке и генерални секретар ЦК ЈСПН
- Јордан: краљ Хусеин, краљ Јордана
- Ирак: Садам Хусеин, председник Ирака
- Румунија: Николаје Чаушеску, председник СР Румуније и генерални секретар КП Румуније
- Западна Немачка: Хелмут Шмит, канцелар СР Немачке; Карл Карстенс, председник СР Немачке; Ханс Дитрих Геншер, министар спољних послова
- Гвинеја: Ахмед Секу Туре
- Зимбабве: Роберт Мугабе
- Јапан: Масајоши Охира
- Аустрија: Рудолф Киршлегер; Бруно Крајски
- Алжир: Шадли Бенџедид; Битат Рабах
- Авганистан: Султан Али Киштаманд
- Луксембург: Жан, велики војвода Луксембурга
- Француска: Рејмон Бар; Жан Франсоа Понсе
- Данска: принц Хенрик од Данске
- Непал: Бирендра
- Норвешка: Олаф V
- Финска: Урхо Кеконен
- Пакистан: Мухамед Зија
- Сирија: Хафиз ел Асад
- Шпанија: Адолфо Суарез
- Белгија: Бодуен I
- Шведска: Карл XVI Густаф
- Ватикан: Ахиле Силвестрини

## Галерија 3
- Књиге жалости из Аустрије и Швајцарске
- Улаз у Кућу цвећа
- Улаз у Кућу цвећа
- Унутрашњост Куће цвећа
- Титов гроб
- Кућа цвећа

## Знамените чињенице
- Ово је највећа сахрана једне личности у историји по броју међународних државника и званичника.
- Лаос је била једина комунистичка држава из које није дошла ни званична ни незванична делегација.
- Неки од значајнијих одсутних личности су били генерални секретар КП Кубе Фидел Кастро, председник САД Џими Картер и председник Француске Валери Жискар д'Естен.
- Кенет Каунда је био једини шеф државе који је отворено плакао.
- Једини шеф државе који је био присутан на сахрани, а који је закључно са 5. јулом 2025. и даље на челу државе је краљ Шведске Карл XVI Густаф.
- Према сведочењу инжењера Драгомира Гавриловића, Тито је у ствари два пута сахрањиван — први пут за телевизију, а други пут када се снимање окончало. Гавриловић је то саопштио Вечерњим Новостима 2002. Додао је да је око 16:30, по окончању ТВ преноса, Титов сандук извађен из гробнице, да би пре његовог поновног спуштања он био обложен бакарном маском. Преко њега је поред бетонске плоче постављена и мермерна плоча од 9 тона. Ову причу је у својој књизи Генералов лет потврдио и генерал Иван Долничар, али је он навео да је мермерна плоча била тешка 12 тона.[116]